# マルクス・カルプルニウス・ビブルス
マルクス・カルプルニウス・ビブルス（ラテン語: Marcus Calpurnius Bibulus, 紀元前103年頃? - 紀元前48年）は、共和政ローマ期の政治家・軍人。マルクス・ポルキウス・カト・ウティケンシス（小カト）の娘ポルキアの最初の夫。

## 生涯
紀元前65年にアエディリス（按察官）に選出されて様々な造営物を建造、見世物を催したが、同僚のアエディリスであったガイウス・ユリウス・カエサルだけが感謝される始末であったとスエトニウスは伝えている。紀元前62年にプラエトル（法務官）に選出、再びカエサルが同僚のプラエトルであったが、カエサルはカティリナ事件への連座問題やボナ・デア祭にプブリウス・クロディウス・プルケルがカエサル邸に侵入して告発を受けたなど、カエサルに注目が集まる格好となった。
紀元前59年に執政官に選出、3度目のカエサルと同僚の公職就任であった。ポプラレス（民衆派）のカエサルがグナエウス・ポンペイウス及びマルクス・リキニウス・クラッススと第一回三頭政治を結成していたため、オプティマテス（閥族派、元老院派）から支持を受けての選出であった。
カエサルが元々ポンペイウスに従い現在は退役した兵士に対する土地を分配する内容の農地法を提出したが、ビブルスは舅の小カトらと共に抵抗した。カエサルは市民集会で農地法を提案した際にもビブルスは激しく反対・介入しようとしたが、ローマ市民の強い反対を受けて、以降の執政官としての職務を放棄し自宅に閉じ篭った。そのため、紀元前59年の執政官は「ユリウスとカエサル」が務めたと冗談を言う者が出る始末であった（ローマでは「○○と××が執政官を務めた年」とする表現でその年を特定した）。なお、ビブルスもカエサルとビテュニア王ニコメデス4世との間の醜聞を揶揄してカエサルを「ビテュニアの女王」とやり返した。
紀元前52年に護民官クロディウスが殺された後の混乱を収める為に、ポンペイウスが単独で執政官に就くことを求めた。翌紀元前51年にシリア属州総督に就任した。
紀元前49年からのローマ内戦では元老院派に属して、アドリア海に展開していた元老院派の海軍の指揮を担当した。ビブルスの艦隊はカエサル軍の船舶の多くを拿捕・撃沈してカエサルを苦しめた。しかし、長い間の海上生活によって寒気と過労から病を患い、任務を辞することなく職務を遂行したことにより、紀元前48年に病死した。ビブルスの死はファルサルスの戦いが行われる以前の出来事であった。
2度結婚して3人の息子がいたが、その内の1人ルキウスはアウグストゥスの部下として活躍した。残りの2人はアウルス・ガビニウスがプトレマイオス12世を王位に復帰させるためにエジプトへ侵攻した際に同行したが、その後ガビニウスがエジプトから撤退した後、エジプト人によって殺害された。